# Voleibol nos Jogos Asiáticos de 2022
As competições de voleibol nos Jogos Asiáticos de 2022 em Guanzhou, na China, foram realizados entre os dias 19 de setembro e 7 de outubro de 2023.

## Calendário
| P | Primeira fase | S | Segunda fase | C | Classificação final | R | Rodada de 12 | ¼ | Quartas de final | ½ | Semifinais | F | Finais |

| DataEvento | Setembro | Setembro | Setembro | Setembro | Setembro | Setembro | Setembro | Setembro | Setembro | Setembro | Setembro | Setembro | Setembro | Setembro | Setembro | Outubro | Outubro | Outubro | Outubro | Outubro | Outubro | Outubro | Outubro | Outubro |
| DataEvento | 19 Ter   | 20 Qua   | 21 Qui   | 22 Sex   | 23 Sáb   | 24 Dom   | 24 Dom   | 25 Seg   | 25 Seg   | 26 Ter   | 26 Ter   | 27 Qua   | 28 Qui   | 29 Sex   | 30 Sáb   | 1 Dom   | 2 Seg   | 3 Ter   | 4 Qua   | 5 Qui   | 6 Sex   | 6 Sex   | 7 Sáb   | 7 Sáb   |
| ---------- | -------- | -------- | -------- | -------- | -------- | -------- | -------- | -------- | -------- | -------- | -------- | -------- | -------- | -------- | -------- | ------- | ------- | ------- | ------- | ------- | ------- | ------- | ------- | ------- |
| Masculino  | P        | P        | P        | R        |          | C        | ¼        | C        | ½        | C        | F        |          |          |          |          |         |         |         |         |         |         |         |         |         |
| Feminino   |          |          |          |          |          |          |          |          |          |          |          |          |          |          | P        | P       | P       |         | S       | S       | C       | ½       | C       | F       |

## Sorteio dos grupos
O sorteio dos grupos foi realizado em 27 de julho de 2023, em Hangzhou.
As equipes foram distribuídas de acordo com sua posição nos Jogos Asiáticos de 2018. Para as equipes do Pote 1 e Pote 2, foi utilizado o sistema serpentina para sua distribuição, enquanto a China, como anfitriã, foi designada para o Grupo A.

### Torneio masculino
| Grupo A         | Grupo B     | Grupo C           | Grupo D          | Grupo E       | Grupo F         |
| --------------- | ----------- | ----------------- | ---------------- | ------------- | --------------- |
| CHN China       | IRN Irã     | KOR Coreia do Sul | TPE Taipé Chinês | QAT Catar     | JPN Japão       |
| KGZ Quirguistão | NEP Nepal   | IND Índia         | PAK Paquistão    | THA Tailândia | IDN Indonésia   |
| KAZ Cazaquistão | BHR Bahrein | CAM Camboja       | MGL Mongólia     | HKG Hong Kong | PHI Filipinas   |
|                 |             |                   |                  |               | AFG Afeganistão |

### Torneio feminino
| Grupo A           | Grupo B          | Grupo C           | Grupo D         |
| ----------------- | ---------------- | ----------------- | --------------- |
| CHN China         | THA Tailândia    | KOR Coreia do Sul | JPN Japão       |
| IND Índia         | TPE Taipé Chinês | VIE Vietnã        | KAZ Cazaquistão |
| KOR Coreia do Sul | MGL Mongólia     | NEP Nepal         | AFG Afeganistão |
|                   |                  |                   | HKG Hong Kong   |

## Locais das partidas
| Ginásio Cangqian da Universidade Normal de Hangzhou   | Hangzhou Shaoxing HuchouJogos Asiáticos de 2022 |
| ----------------------------------------------------- | ----------------------------------------------- |
| Capacidade: 7 105                                     | Hangzhou Shaoxing HuchouJogos Asiáticos de 2022 |
| Ginásio do Centro Esportivo de Linping                | Hangzhou Shaoxing HuchouJogos Asiáticos de 2022 |
| Capacidade: 3 340                                     | Hangzhou Shaoxing HuchouJogos Asiáticos de 2022 |
| Ginásio do Centro Esportivo de Deqing                 | Hangzhou Shaoxing HuchouJogos Asiáticos de 2022 |
| Capacidade: 3 000                                     | Hangzhou Shaoxing HuchouJogos Asiáticos de 2022 |
| Ginásio do Centro Esportivo da Cidade Têxtil da China | Hangzhou Shaoxing HuchouJogos Asiáticos de 2022 |
| Capacidade: 3 666                                     | Hangzhou Shaoxing HuchouJogos Asiáticos de 2022 |

## Medalhistas
| Evento             | Ouro | Prata | Bronze |
| Masculino detalhes | IRI Irã Mahdi Jelveh Ghaziani Saber Kazemi Amin Esmaeilnezhad Amirhossein Esfandiar Javad Karimi Meisam Salehi Poriya Hossein Khanzadeh Firouzjah Shahrooz Homayonfarmanesh Mohammad Valizadeh Mohammad Mousavi Mohammad Reza Hazratpour Mohammad Taher Vadi | CHN China Wang Dongchen Peng Shikun Qu Zongshuai Zhang Guanhua Jiang Chuan Zhang Jingyin Wang Bin Dai Qingyao Wang Hebin Yu Yuantai Yu Yaochen Li Yongzhen                         | JPN Japão Masahiro Yanagida Hiroto Nishiyama Kazuyuki Takahashi Takahiro Namba Akito Yamazaki Akihiro Fukatsu Keihan Takahashi Kento Asano Yudai Arai Hirohito Kashimura Kenta Takanashi                                             |
| Feminino detalhes  | CHN China Yuan Xinyue Diao Linyu Gao Yi Gong Xiangyu Wang Yuanyuan Wang Yunlu Zhong Hui Li Yingying Zheng Yixin Ding Xia Wang Mengjie Wu Mengjie | JPN Japão Shion Hirayama Koyomi Iwasaki Yuka Meguro Miyu Nakagawa Tsukasa Nakagawa Yuki Nishikawa Erina Ogawa Miwako Osanai Yuka Sato Haruyo Shimamura Mizuki Tanaka Minami Uesaka | THA Tailândia Wipawee Srithong Piyanut Pannoy Pornpun Guedpard Thatdao Nuekjang Hattaya Bamrungsuk Pimpichaya Kokram Sasipaporn Janthawisut Ajcharaporn Kongyot Chatchu-on Moksri Thanacha Sooksod Sirima Manakij Jarasporn Bundasak |

## Quadro de medalhas
País-sede destacado.
| Ordem | País          | Medalha de ouro | Medalha de prata | Medalha de bronze |   |
| ----- | ------------- | --------------- | ---------------- | ----------------- | - |
| 1     | CHN China     | 1               | 1                |                   | 2 |
| 2     | IRN Irã       | 1               |                  |                   | 1 |
| 3     | JPN Japão     |                 | 1                | 1                 | 2 |
| 4     | THA Tailândia |                 |                  | 1                 | 1 |